# Region Maritime
Maritime – jeden z pięciu regionów Togo. Jego stolicą jest największe pod względem ludności miasto państwa i zarazem jego stolica - Lomé. Poza tym, na terenie regionu znajdują się jeszcze cztery miasta liczące powyżej 10 000 mieszkańców: Tsévié, Aného, Tabligbo oraz Vogan. Region graniczy od wschodu z Beninem, od zachodu z Ghaną, od północy z regionem Plateaux. Od południa oblewają go natomiast wody Oceanu Atlantyckiego.
Region Maritime dzieli się na sześć prefektur: Avé, Golfe, Lacs, Vo, Yoto oraz Zio.